# Triztán Vindtorn
Triztán Gyldenløwe Vindtorn (tidigare namn Kjell Erik Larsen, Kjell Erik Vindtorn och Triztán Vindtorn), född 31 juli 1942 i Drammen, död 4 mars 2009, var en norsk lyriker och artist. Han omtalades ofta som Norges enda store surrealistiska diktare. Han debuterade 1970 med samlingen Sentrifuge. 

## Priser och utmärkelser
- Aschehougprisen 1982
- Doblougska priset 1991
- Brakeprisen 2004 (ett litterärt pris som delas ut av Drammensbiblioteket i Drammen), för Å skjøte en regnbue